# دکس، لاند
شهر دکس، لاند (به فرانسوی: Dax, Landes) در شهرستان لاند در ناحیه ناحیه آکیتن با جمعیت ۲۰٬۸۱۰ نفر در کشور فرانسه واقع شده‌است